# International Bridges to Justice
International Bridges to Justice (IBJ) ist eine Nichtregierungsorganisation (NGO) mit Sitz in Genf in der Schweiz.

## Zielsetzung
Die Aufgabe der Organisation besteht grundsätzlich darin, die grundlegenden Rechte der einfachen Bürger in Entwicklungsländern zu schützen, indem allen Bürgern dieser Länder das Recht auf eine kompetente Rechtsvertretung durch Anwälte, das Recht auf Schutz vor grausamen und ungewöhnlichen Strafen und das Recht auf ein faires Verfahren garantiert wird.

„Es gibt nur wenige Dinge, die schrecklicher sind, als in den frühen Morgenstunden aus der Wohnung gezerrt zu werden und dann nicht in der Lage zu sein, mit jemandem, den man kennt, oder mit einem Anwalt zu kommunizieren - gefoltert zu werden. All dies kann geschehen, wenn die Menschen keinen Zugang zu dem Schutz haben, den das Gesetz bieten kann. Die Arbeit von IBJ ist dringend und leider wird die Situation in vielen Ländern nicht besser, sondern schlechter.“

## Gründung
IBJ wurde im Jahr 2000 von Karen I. Tse gegründet.

## Einsatzgebiet
IBJ war 2018 in den Ländern Burundi, Kambodscha, China, der Demokratischen Republik Kongo, in Indien, Ruanda, Simbabwe und Myanmar tätig.

## In der Popkultur
Der britische Pop-Rock-Musiker Peter Gabriel widmete sein 1982 erschienenes Lied Wallflower von seinem vierten regulären Solo-Studioalbum Peter Gabriel (Security) der Organisation.